# Paesaggio culturale dell'arte rupestre di Zuojiang Huashan
Il paesaggio culturale dell'arte rupestre di Zuojiang Huashan (花山壁画S, Huāshān BìhuàP) è un sito inserito nel 2016 nella lista dei patrimoni dell'umanità dall'UNESCO. Si trova nella regione autonoma di Guangxi, nella Cina meridionale. Le pitture rupestri visibili sulle scogliere calcaree di quest'area, identificabili in 38 diversi siti, sono databili ad un periodo compreso tra il V secolo a.C. e il II secolo d.C. Si tratta dell'ultima testimonianza della civiltà Luoyue.
La superficie decorata più grande misura 170 m di larghezza e 40 d'altezza e, con le sue 1900 figure riconoscibili raggruppate in circa 110 gruppi, è uno dei più grandi esempi di arte rupestre dell'intera Cina. Le pitture sono posizionate a un'altezza compresa tra i 30 e i 90 m sopra la superficie del fiume Ming, poste sulla sua riva occidentale. Le pitture appaiono di colore rosso e sono realizzate con un miscuglio di ocra rosso (ematite), colla animale e sangue. Rappresentano figure umane e animali insieme a tamburi, coltelli, spade, campane e imbarcazioni.
Le pitture rupestri si trovano in 38 diversi siti suddivisi in tre aree intorno a Chongzuo, lungo il fiume Zuofloden e il fiume Ming. Quattro miglia a sud-ovest di Fusui lungo il Zuofloden, ci sono 18 siti con pitture rupestri. Vedi, ad esempio, 22°32′42″N 107°35′39″E Due chilometri a nord-est di Longzhou lungo il Zuofloden ci sono altri 16 siti. Vedi, per esempio, 22°23′33″N 107°05′34″E Lungo il fiume Ming, poco più di un chilometro a nord di Ningming, ci sono altri 4 siti con pitture murali per un totale di 8.000 m2. Si veda, ad esempio, 22°15′20″N 107°01′53″E.
In totale, le pitture rupestri ad Huashans somo oltre 4 000 di cui più di 3 000 delle immagini raffigurano persone. L'immagine che appare più frequentemente è una persona accovacciata circondata da altre immagini raffiguranti animali, coltelli, spade, tamburi e campane. L'insieme delle immagini descrive probabilmente un atto rituale. Le immagini sono molto simili a quelle dei tamburi Dong Son trovati nel sud della Cina e anche in Vietnam. Un'immagine ricorrente è un cerchio con un punto e si crede che sia per simboleggiare un tamburo.
le figure umane sono generalmente alte tra i 60 e i 150 cm, ma una figura arriva a misurare addirittura 3,58 m di altezza, mentre una figura aarriva a misurare 30 cm. Solo due delle parecchie migliaia di persone osservate nelle immagini sono donne. I dipinti sono realizzati con il colore rosso o bruno-rossastro. Il pigmento è costituito da una miscela di ocra rossa, colla animale, sangue e acido ossalico.